# Feiluan
Feiluan är en köping i sydöstra Kina. Den ligger i stadsdistriktet Jiaocheng i staden Ningde i provinsen Fujian, omkring 61 kilometer nordost om provinshuvudstaden Fuzhou. 